# Liste der Monuments historiques in Deycimont
Die Liste der Monuments historiques in Deycimont führt die Monuments historiques in der französischen Gemeinde Deycimont auf.

## Liste der Objekte
| Bezeichnung                         | Beschreibung                                        | Standort                       | Kennzeichnung | Schutzstatus | Datum | Bild |
| ----------------------------------- | --------------------------------------------------- | ------------------------------ | ------------- | ------------ | ----- | ---- |
| Gemälde Berufung der heiligen Menna | Ölfarbe auf Leinwand, um 1800                       | in der Kirche Ste-Menne (Lage) | PM88001326    | Inscrit      | 2010  |      |
| Taufbecken                          | Stein, 15. Jahrhundert                              | in der Kirche Ste-Menne (Lage) | PM88001328    | Inscrit      | 2010  |      |
| Glocke                              | Bronze, 1773 gegossen                               | in der Kirche Ste-Menne (Lage) | PM88001325    | Inscrit      | 2010  |      |
| Büste der heiligen Menna            | Holz, farbig gefasst und vergoldet, 18. Jahrhundert | in der Kirche Ste-Menne (Lage) | PM88001327    | Inscrit      | 2010  |      |